# CR Близнецов
CR Близнецов (лат. CR Geminorum) — двойная звезда в созвездии Близнецов на расстоянии приблизительно 2914 световых лет (около 893 парсек) от Солнца. Видимая звёздная величина звезды — от +12,1m до +10,9m.

## Характеристики
Первый компонент — красный гигант, углеродная** пульсирующая медленная неправильная переменная звезда (LB) спектрального класса C8,3e(N), или C(R8). Масса — около 2,179 солнечных, радиус — около 508,665 солнечных, светимость — около 2522,602 солнечных. Эффективная температура — около 3301 K.
Второй компонент — коричневый карлик. Масса — около 67,7 юпитерианских. Удалён на 1,939 а.е..